# Nausicaä de la Vallée du Vent (manga)
Pour les articles homonymes, voir Nausicaä de la Vallée du Vent et Nausicaa (homonymie).
Autre
Nausicaä de la Vallée du Vent (風の谷のナウシカ, Kaze no tani no Naushika) est un manga japonais de Hayao Miyazaki, publié entre février 1982 et mars 1994 dans le magazine japonais Animage monthly. Il est adapté en un film d'animation par l'auteur et sort dans les salles japonaises le 11 mars 1984.

## Synopsis
À force de puiser dans les ressources souterraines et de polluer la biosphère, la civilisation industrielle, vieille de mille ans, voit sa chute lors des « sept jours de feu ». Cette guerre, d'une rare violence, inflige de terribles dégâts anéantissant quasiment l'humanité et son savoir. Mille ans ont passé et l'humanité survit tant bien que mal, atteignant « l'âge de la céramique », en se contentant de dépouiller ou de réparer les vestiges du passé. Entre un vaste désert et la « Mer de la Décomposition » (腐海, fukai, gigantesque forêt produisant des spores toxiques qui propagent et répandent ainsi cet écosystème), quelques îlots de vie accueillent différentes communautés humaines. La fukai est protégée par des insectes géants, qui se sont adaptés à cet environnement pollué. Les « Ômus » (王蟲, Ōmu, litt. « insecte-roi ») en sont les principaux représentants, par leur taille et leur sensibilité.
La Vallée du Vent est une zone protégée des spores par les vents marins, habitée par quelques centaines de personnes. De par une ancienne alliance
, la princesse Nausicaä se voit impliquée dans une guerre entre l'empire Dork et le royaume Tolmèque, comme tous les clans et tribus associés à l'un des deux camps. Elle qui est la fille du roi Jill de la Vallée du Vent se retrouve au cœur de ces affrontements.
Guidée par son amour de tous les êtres vivants, Nausicaä va progressivement devenir une figure majeure de ce conflit et tentera par tous les moyens de faire taire la guerre, sauver l'humanité et rétablir un équilibre entre les humains et la nature.

## Personnages
- Asbel : Prince de Pejite et le frère de Lastel. Sa soif de vengeance le pousse à attaquer les vaisseaux de guerre de Kushana. Son chasseur abattu, il est sauvé par Nausicaä. Tous deux découvrent au plus profond de la Mer de la décomposition que l'air y est respirable. Asbel est donc le premier avec Nausicaä à comprendre le rôle de la fukai dans la purification du monde. Sa rencontre avec la princesse lui ouvre les yeux et il fait alors tout pour l'aider à arrêter l'escalade de la violence.
- Grande Ancienne (la) : C'est un personnage du manga, à laquelle correspond la vieille Oh-Baba dans l'adaptation de Miyazaki. Ancienne parmi les anciennes, cette vieille femme de la Vallée du Vent est la doyenne de la Périphérie (et peut-être de ce qu'il reste de l'humanité). Elle a plus de 100 ans et presque tout le monde dans la Périphérie a entendu parler d'elle, même si certains la croient morte. Cette vieille femme, qui ne peut plus marcher et est tout le temps assise, est tellement habituée à voir mourir des gens qu'elle ne laisse transparaître aucune tristesse quand une nouvelle personne meurt. À chacune de ses apparitions, cette femme très intelligente dit des choses qui permettent d'en savoir plus sur ce monde. Enfin, tout comme Yupa, elle connaît bien les anciens textes.
- Jill (Jhil) : C'est le père de Nausicaä — seule survivante de ses 11 enfants[1] — et le souverain du petit royaume de la Vallée du Vent. C'est un bon roi qui se préoccupe de son peuple, mais il n'a pas la vision de sa fille et pense comme beaucoup que les ômus et la fukai sont une menace qu'il faut combattre[2]. C'est néanmoins un homme courageux : dans le film d'animation, malgré son impotence, il mourra l'épée à la main face aux soldats tolmèques qui l'ont fusillé. Dans le manga, il mourra emporté par la maladie.
- Kurotowa : Second de Kushana, il se rend bien compte qu'il le restera tant que sa brillante supérieure sera en vie. Son indolence l'empêche de tenter de s'emparer du commandement ; pour autant, il n'a pas de loyauté particulière envers Kushana et n'attend que l'opportunité de sa disparition pour prendre sa place. Dans le manga, il est envoyé par l'empereur pour surveiller l'avancement de la mission de Kushana et veiller à ce qu'elle ne complote pas dans son dos.
- Kushana : Dans le film d'animation, elle est à la tête de l'armée tolmèque qui envahit la Vallée du Vent pour s'assurer la récupération de l'arme secrète de Pejite : un dieu-guerrier géant. Elle n'a aucune malveillance particulière envers le peuple de la vallée mais elle est déterminée à ne pas les laisser s'opposer à ses projets. L'empire tolmèque est peu à peu gagné par le fukai et Kushana voit dans le dieu-guerrier géant la solution pour détruire une fois pour toutes la forêt toxique qui menace l'humanité. Poussée par une haine féroce envers le fukai et les insectes (à cause desquels elle a perdu — au moins — son bras gauche), elle sacrifierait n'importe qui ou n'importe quoi pour remplir ses objectifs.Dans le manga, elle est envoyée par son père, l’empereur Vuh, avec une unité d'environ 300 hommes à Pejite pour détruire cette petite ville et y récupérer le dieu-guerrier et un artéfact nécessaire à la reconstitution de celui-ci.
- Lastel : C'est la princesse de Pejite et la sœur d’Asbel. Elle fait une apparition aussi courte que dramatique puisqu'elle est trouvée agonisante à la suite du crash de son vaisseau.
- Mito : C'est l'oncle de Nausicaä. Ses amis et lui ont une admiration et une affection sans borne pour leur princesse. Dans l'anime, ils prendront une part importante dans la révolte des habitants de la vallée contre l'envahisseur tolmèque. Dans le manga, ils choisiront de partir avec Nausicaä en guerre.
- Nausicaä : Princesse de la Vallée du Vent. Animée d'un grand amour pour son prochain et pour la vie, elle tente de comprendre la raison d'être du fukai par l'étude de son habitat et de son cycle vital. Son empathie lui permet de communiquer avec de nombreux animaux, y compris les ômus. Elle est aussi une fille du vent, et parvient à « voir » les déplacements d'air. Cela lui permet de maîtriser son mœve mieux que personne. Elle possède une volonté impressionnante et une sorte de magnétisme qui la fait être admirée et adorée par tous. Son nom vient de Nausicaa (Ναυσικάα), princesse aidant Ulysse dans l’Odyssée[3]. Miyazaki s’est également inspiré d’une héroïne du folklore japonais, Mushi Meduru Himegimi[4], et a conçu Nausicaä à partir de ces deux personnages[5].
- Yupa Miralda : C'est l’ancien mentor de Nausicaä et le meilleur ami du roi Jill, mais ce n'est pas un habitant de la Vallée du Vent. Il a enseigné à la princesse la science des armes, mais surtout, il lui a appris beaucoup sur le monde et sur la nature humaine. Il connait Nausicaä depuis qu'elle est toute petite et a une immense affection pour elle. Yupa est un formidable combattant — ses talents à l'épée sont reconnus et redoutés de tous — mais son habileté n'a d'égale que sa sagesse et sa noblesse d'âme.
Toujours en voyage avec ses deux montures, les oiseaux-chevaux Kai et Kui, c'est un solitaire qui, dans une quête aussi bien scientifique que spirituelle, consacre sa vie à tenter de comprendre les mystères de la fukai. Il ne s'est rendu compte que tardivement que les réponses se trouvaient en la personne de son élève Nausicaä.
Dans le manga, il sacrifie d'abord son bras pour empêcher des paysannes dork de faire exploser un vaisseau tolmèque, puis donne sa vie en s'interposant entre les soldats dorks et Kushana, tuant dans l'œuf les velléités qui pourraient amener le commencement d'une nouvelle guerre. Dans le film d’animation, il devient le mentor d’Asbel et continue d'explorer avec lui la Mer de la décomposition.

## L'univers deNausicaä de la Vallée du Vent

### Géopolitique
Ancien monde (l’)L'ancien monde (appelé également l’« ère industrielle ») se situe mille ans avant le début de l'histoire. Il est détruit lors des sept jours de feu. La technologie de l'ancien monde était très évoluée (armes technologiques de haut niveau, voyages interstellaires…), mais tout a été perdu lors de la guerre et confiné dans le cimetière de Shuwa.
Empire dork (l’)L'empire Dork est un empire situé au sud-est de la Mer de la Décomposition. Il est composé de fiefs habités par des clans. Chaque fief possède une capitale du nom du clan.
Empire tolmèque (l’)L'empire tolmèque est une partie de ce qui reste des anciennes terres tolmèques de l'ancien monde, c'est-à-dire toute la péninsule sud entre la Mer Intérieure et la Mer de Sel. Les territoires frontaliers lui sont assujettis, dont la Vallée du Vent.
Grand raz-de-marée (un)« Grand raz-de-marée » est le nom donné aux grandes expansions de la Mer de la Décomposition. À la suite d'agressions ou d'erreurs humaines (ex : utilisation de spores pour la guerre), les insectes envahissent les terres habitées et les intègrent à la forêt. Dans le manga, l'empire Dork subit un grand raz-de-marée et s'en retrouve grandement réduit.
Lacs d'acide (les)Les lacs d'acides sont des lacs rendus extrêmement corrosifs par la pollution de l'ancien monde. Ils sont situés au milieu de la Mer de la Décomposition. L'acidité des lacs est un atout précieux, car il rend le terrain autour des lacs invivable pour la flore de la Mer de la Décomposition, permettant aux humains de se reposer sans avoir à porter un masque respiratoire.
Mer de la Décomposition (la)Appelée aussi « Forêt Toxique », ou Fukai. C'est une forêt libérant des spores toxiques du fait de la pollution de l'ancien monde. Son rôle est de purifier les sols de la pollution en la transformant en cristaux inoffensifs. Elle est gardée par des insectes mutants géants, dont les ômus.
Mer de SelC'est la mer qui borde les territoires frontaliers de la périphérie. À cause de la pollution, elle est rendue inexploitable pour les humains.
Mer IntérieureC'est la mer qui borde au nord les territoires tolmèques et à l'ouest les territoires dorks. Les Princes impériaux tolmèques la traversent pour aller attaquer les Dorks.
Pejite (cité de)Cité d'artisans des  Territoires de la périphérie de l'Empire tolmèque. Elle est bâtie sur la carcasse d'un grand vaisseau de l'ancien monde conçu pour les voyages interstellaires, et vit de l'extraction des richesses de ce vaisseau - notamment des moteurs datant de l'ancien monde dont la conception n'est plus possible, faute de connaissances.
Sept Jours de Feu (les)Une guerre technologique qui a détruit le monde et presque toute civilisation par l'utilisation des dieux-guerriers géants, mille ans avant le début de l'histoire
Vallée du Vent (la)Lieu de naissance de Nausicaä où débute l'histoire. C'est une vallée protégée des spores de la Mer de la Décomposition par des courants marins de la Mer de Sel ayant une population en déclin de 500 humains. Elle est balayée par de nombreux courants d'air, et sa technologie est composée essentiellement de moulins et de planeurs. Son roi, Jill, est impotent, et laisse le soin à sa fille Nausicaä de le remplacer.

### Faune et flore
Courtilières reptilesCe sont d'immenses insectes qui ont une longueur d'une vingtaine de mètres. Leur tête, large de plus d'un mètre, est pourvue d'une paire de mandibules particulièrement tranchante. Leur corps est quant à lui allongé comme celui d'un serpent et dépourvu de pattes mais possède plusieurs paires d'ailes longues de plusieurs mètres semblables à celles de libellules. Leur queue est une sorte de long cône pointu et dangereux. Lors du déplacement, le corps ondule verticalement, ce qui peut donner l'impression qu'ils évoluent dans un milieu aquatique.
Dieux-guerriersOn ne sait pas grand-chose sur eux. Ils auraient été créés comme arbitres de l'humanité, ayant le droit de rendre des jugements, comme des guerriers capable de les faire respecter. D'apparence humanoïde, ils mesurent plus d'une dizaine de mètres de haut et possèdent un potentiel destructeur colossal. Les dieux-guerriers sont tous morts, sans qu'il ne soit précisé comment, et un grand nombre de leurs carcasses parsèment la surface du monde.
HidolasCes êtres sont quasiment indestructibles car ils ne meurent que si leur tête est détruite. Certains servent de troupes de choc à l'empire Dork et sont dressés au combat.
Oiseaux-chevauxTout comme pour les bœufs à pelage, leur espèces a été créée vers la fin de l'ère industrielle. C'est un animal très proche du chocobo, à savoir un genre d'autruche avec une sorte de bec de perroquet, et qui est ovipare. Ils servent principalement de monture pour les Tolmèques et le peuple d'Eftar. Deux d'entre eux, Kai et Kui, qui sont les montures de Yupa, interviennent régulièrement dans l'histoire.
ÔmusL'apparence de ces arthropodes ressemble vaguement à celle de cloportes ou de trilobites. Cela dit, leur bouche est pourvue d'une multitude de tentacules dorés, ils ont quatorze yeux répartis en deux rangées, d'ordinaire d'une teinte bleue mais qui virent au rouge quand ils enragent. Plutôt petits et inoffensifs (pour les insectes peuplant le Fukai) quand ils sont jeunes, ils grandissent par mues et peuvent atteindre une grande taille.
Vers apprivoisésC'est probablement la seule espèce de la mer de décomposition apprivoisée par l'homme. Ils ne sont apprivoisés que par les Maîtres-Vers. Bien qu'on les appelle "vers", ces créatures ressemblent en fait plus à des limaces géantes.
Yanmas royauxLeur nom veut dire « libellules géantes ». Ces insectes ressemblent, en effet, à des libellules difformes pourvues de mâchoires semblables à celles de vertébrés.

### Artisanat
CéramiqueLa céramique est un alliage métallique à haute résistance communément employé à l'époque de Nausicaä, notamment utilisé dans les armes et blindages. Les connaissances pour fabriquer ce métal ont été perdues après les sept jours de feu. Pour fabriquer des armes en céramique, il faut acheter du métal de récupération.
Jarre volanteLes jarres volantes sont de petits vaisseaux dorks qui, comme leur nom l'indique ressemblent à de grosses jarres et volent grâce à un mécanisme leur permettant de léviter. Elles peuvent tout de même emporter plusieurs membres d'équipage et contiennent au moins deux étages, celui du haut étant ouvert.
Masque respiratoireCe sont des masques filtrants utilisés principalement par les personnes qui s'aventurent aux alentours de la Mer de la décomposition ; ils permettent aux humains, tout comme aux animaux qui peuvent également en être équipé, de ne pas respirer les miasmes et spores toxiques qui détruiraient leurs poumons.
MoteurLes moteurs sont des machines datant de plusieurs siècles, vraisemblablement de l'époque antérieure aux Sept jours de feu, que tous les peuples emploient pour mettre en mouvement leurs vaisseaux volants. Si l'entretien des moteurs est encore connu, tout comme la construction d'engins les employant, les connaissances permettant de créer ces moteurs ont depuis longtemps été perdues, ce qui fait des moteurs des carcasses d’appareils des denrées rares.
MœveCe sont des « ailes volantes », qui ressemblent vaguement à un cerf-volant. Ils bénéficient d'un système de propulsion à moteur, mais se servent aussi du vent pour planer ou effectuer des mouvements complexes.
Les machines volantes imaginaires sont présentes à de très nombreuses reprises dans le manga. Plus largement, avec la présence de nombreux moulins, le vent a une grande importance dans l'univers et le récit.

## Analyse de l'œuvre

### Création de l'œuvre
Après avoir réalisé Le Château de Cagliostro, Miyazaki donne une interview pour Animage qui souhaite publier un article sur son œuvre. L'auteur rencontre Toshio Suzuki et discute de ses projets.
En 1981, la Tokuma Shoten ne montre que peu d'intérêt face à ses intentions de film. Il est courant à cette époque d'associer les films d'animations avec des bandes dessinées ou de la musique, aussi Suzuki propose à Miyazaki de publier dans Animage. Le manga prend donc forme autour du projet de personnage de Yara, reine de la Vallée des Vents. Miyazaki accepte mais pose ses conditions : liberté du sujet, possibilité de laisser de côté la publication dès qu'il aurait à nouveau du travail dans l'animation et de ne pas se limiter à une narration adaptable cinématographiquement.
La publication du manga commence en février 1982 et s'achèvera 13 ans plus tard, entrecoupée par les projets d'animation du Studio Ghibli.
Dès la première année, les lecteurs du magazine s'attachent à cette série et lui permettent de sortir en tankōbon (volumes reliés). Miyazaki laisse alors de côté son manga et commence en 1983 le film d'animation. Tokuma Shoten finance alors la production du film par le Studio Topcraft.
L'univers de Nausicaä inspirera à la chanteuse Italo-Suisse Evan Marchi le pseudonyme de Oh Mu.

## Manga

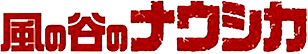
Logo original de la série.

Il fut pré-publié entre février 1982 et mars 1994 dans le magazine japonais Animage monthly de façon discontinue car Miyazaki n'y travaille que lorsqu'il se trouve désœuvré.
- Glénat a publié entre septembre 2000 et mars 2002 en français une édition en sept volumes[12], reliés, dans le sens de lecture original, également disponibles en coffret[13],[Note 4] depuis décembre 2005. En avril 2009, Glénat propose une nouvelle édition du premier volume de la version française, enrichie d'une meilleure qualité d'impression et de la traduction de l'ensemble des nombreuses onomatopées intégrées dans l’œuvre. Un problème de négociation des droits entraîne cependant un délai avant la parution des volumes 2 à 7 de cette nouvelle édition, qui finissent par être édités simultanément en février 2011.
- Viz media[14] publia plusieurs versions aux États-Unis sous le titre Nausicaä of the Valley of Wind. La Perfect Collection en quatre volumes et la Graphic Novel en sept volumes furent toutes les deux publiées dans le sens de lecture occidental - elles sont désormais épuisées. Aujourd'hui l'édition disponible est la 2nd Edition en 7 volumes parue de (date inconnue) à septembre 2004 dans le sens de lecture original.
- Carlsen Verlag, sous le titre Nausicaä aus dem Tal der Winde, publia le manga en Allemagne entre 2001 et 2002.

Durant près de quinze années, Nausicaä, fut classée au Japon meilleur personnage de tous les temps,.

## Anime
Ce film est souvent considéré comme faisant partie du studio Ghibli même s'il est antérieur à sa création.
L'anime fut d'abord distribué par New World Pictures et diffusé à la télévision par Home Box Office dans les années 1980 aux États-Unis sous le titre Warriors of the Wind (litt. « Guerriers du vent »). Cette version doublée en anglais ampute trente-deux minutes au film original, le re-montage donnant la préférence à l'action. Les noms des personnages ont été modifiés et l'histoire ainsi que la musique se voient plus ou moins changés. Cette version adaptée par les américains s'exporta ensuite dans le monde entier et sortit en France en VHS sous le nom de La Princesse des étoiles.
De nombreux amateurs désapprouvent cette version, ainsi que Miyazaki lui-même. À la suite de cela le Studio Ghibli adopta une règle stricte interdisant toute coupure de ses œuvres lors de leur adaptation. L'incident a provoqué une longue période durant laquelle l'exportation des films du Studio Ghibli fut stoppée.
Il est d'ailleurs possible de trouver un DVD de cette version, commercialisé avant que Buena Vista ne ressorte la version japonaise intégrale au cinéma, puis en DVD.

### Synopsis
Dans un monde où la nature est hostile à l'Homme, Nausicaä – princesse de la Vallée du Vent – se bat pour protéger son village. Mais la guerre des hommes frappe à leur porte. Les vestiges d'une humanité industrielle menacent l'équilibre entre les rescapés humains du grand cataclysme et les insectes, protecteurs de la forêt toxique.

## Produits dérivés

### Jeux vidéo
Trois adaptations en jeu vidéo inspirés du manga et du film, développés par Technopolis Soft et édités par Technopolis Soft et Tokuma Shoten ont vu le jour en 1984. Selon certains journalistes, la piètre qualité de ces adaptations serait ce qui a poussé Miyazaki a ne plus accepter de futures adaptations de ses œuvres en jeu vidéo.
Kaze no Tani no Naushika (風の谷のナウシカ)Jeu d'aventure, il est sorti sur PC8801 mkII uniquement au Japon.
Naushika Kiki Ippatsu (ナウシカ危機一髪)Jeu d'arcade, il est sorti sur NEC PC-6001 et NEC PC-6601 uniquement au Japon.
Wasure ji no Naushika Gamu (忘れじのナウシカ・ゲーム)Jeu d'arcade, sorti sur MSX.

### Livres
- (ja) 昌宏 小山, 宮崎駿マンガ論―『風の谷のナウシカ』精読 (単行本), 現代書館 (ISBN 978-4-7684-5602-6)
- (en) Hayao Miyazaki, Kaze no tani no Naushika : The Original Storyboard, Tokuma, 2001, 576 p. (ISBN 978-4-19-861376-1)[19]
- L'art de Nausicaä de la vallée du vent : [un film de Hayao Miyazaki] (trad. du japonais), Grenoble, Glénat, 2007, 192 p. (ISBN 978-2-7234-5718-7 et 2-7234-5718-4)
- Nausicaä de la Vallée du Vent : Recueil d'aquarelles par Hayao Miyazaki, Glénat, 2006, 207 p. (ISBN 978-2-7234-5180-2)

### Audio
- 25 novembre 1983 – BO du film, composé par Joe Hisaishi à partir du storyboard 
 Nausicaä de la Vallée du Vent –La personne ailée– (風の谷のナウシカイメージアルバム 鳥の人, Kaze no Tani no Naushika Imeeji Arubamu –Tori no Hito–?)
- 25 février 1984 – Version symphonique de la BO du film, composé par Joe Hisaishi 
 Nausicaa de la Vallée du Vent –La légende du vent– (風の谷のナウシカシンフォニー 風の伝説, Kaze no Tani no Naushika Sinhuonii –Kaze no Densetsu–?)
- 25 mars 1984 – BO du film, composé par Joe Hisaishi 
 Nausicaä de la Vallée du Vent –Vers la terre lointaine– (風の谷のナウシカサウンドトラック はるかな地へ, Kaze no Tani no Naushika Saundotorakku –Haruka na Chi he–?).

Le poème symphonique de Joe Hisaishi reprend la sarabande de Haendel.

## Hommage et distinctions

### Distinction
En 1994, le manga reçoit le Grand Prix de l'Association des auteurs de bande dessinée japonais.

### Hommage
La mante Nausicaamantis miyazakii a été nommée en référence au personnage de Nausicaä.